# Kick-Ass
Este artículo trata del cómic. Para información acerca de la película, véase Kick-Ass (película). Para información acerca del personaje, véase Kick-Ass (personaje).
Kick-Ass es un cómic de publicación mensual (aunque con retrasos debido al compromiso de su dibujante con otras series regulares) guionizado por Mark Millar y dibujado por John Romita Jr. Comenzó su publicación en Estados Unidos en 2008 bajo la editorial Icon Comics, un sello perteneciente a Marvel Comics. En España ha sido publicado por Panini Cómics, desde abril de 2010, en México desde 2013 también por Panini Cómics y en Chile se publica actualmente por la editorial Unlimited.
En el año 2012 fue publicado en Argentina por OVNI Press Editorial.

## Sinopsis
El nombre del protagonista del cómic es Dave Lizewski, dicho nombre fue elegido por el ganador de una rifa benéfica quien decidió ponerle su propio nombre. Dave Lizewski, hijo de Greg Willer, es un estudiante de instituto normal y corriente de Nueva York que dedica su tiempo libre a los cómics y que inspirado por estos decide convertirse en un superhéroe real. Se compra en eBay un disfraz que lleva puesto debajo de su ropa normal, comienza a realizar ejercicio y a practicar actividades como subir a los tejados, pero al poco tiempo estas cosas no le bastan y siente la necesidad de luchar contra el crimen.
En su primer intento recibe una paliza y acaba con una puñalada en el estómago además de ser atropellado por un coche en su huida, aunque consigue mantener su identidad secreta rogándole a los paramedicos que no dijeran nada sobre su disfraz.
En el hospital es intervenido varias veces, recibiendo unas placas de acero en la cabeza y además realiza rehabilitación. Pasado un tiempo es dado de alta y en cuanto es capaz de andar sin muletas se vuelve a poner el traje para ir de patrulla, esta vez, consigue salvar a un hombre de sufrir una agresión, hecho que es captado por una persona con la cámara digital de su móvil quien sube el vídeo a YouTube, convirtiendo así a Lizewski en un fenómeno de la noche a la mañana bajo el sobrenombre de Kick-Ass.
En el instituto cuenta que fue atracado pero debido a su carácter introvertido y huidizo sus compañeros piensan que ejerce la prostitución masculina, por este rumor, su amor de toda la vida Katie Deauxma decide adoptarlo como su "mejor amigo gay". Lizewski no desmiente el rumor para poder pasar más tiempo con ella.
Lizewski decide crear una cuenta de MySpace a nombre de Kick-Ass para que la gente pueda pedirle ayuda. Paralelamente a estos hechos sucedidos en el cómic, la editorial del cómic, creó una cuenta en MySpace que supuestamente estaría mantenida por Kick-Ass donde se cuenta que el cómic está basado en su vida. La primera petición de ayuda a través de MySpace le lleva a un apartamento de un suburbio donde un grupo de malhechores están por matarle si no llega a ser por la intervención de una chica enmascarada que lleva una espada, Hit-Girl, quien asesina a todos y luego escapa para unirse a un hombre llamado Big Daddy, después se descubriría que el jefe de estos era parte de una red de narcotráfico.
Lizewski descubre que su actuación como Kick-Ass ha inspirado a gente para vestirse de superhéroe y patrullar las calles. Uno de ellos, Red Mist, quien hace equipo con Kick-Ass y ganan bastante popularidad salvando a un gato de un edificio en llamas.
Al volver a su casa después de esto, Lizewski reflexiona sobre lo que le está ocurriendo. A continuación aparecen Big Daddy y Hit Girl, los cuales le cuentan sus orígenes (revelando que Big Daddy era un agente de la policía que se puso en guerra con una mafía de narcotraficantes, los cuales mataron a su esposa y tratarón de matarlo a él, pero este escapó con su bebé, en el diario de ella se revela que no creció como una niña normal, recibiendo entrenamiento para soportar el dolor de disparos y el uso de armas blancas, además de contar que nunca vivieron mucho tiempo en un lugar fijo y que a donde ellos iban, Big Daddy llevaba un gran maletín) y lo amenazan con revelarle su identidad al mundo si no coopera con ellos para detener a los narcos.
Kick-Ass a instancias de Red Mist acude a un almacén abandonado para encontrarse con Big Daddy y Hit-Girl para discutir una estrategia con el objetivo de acabar con el jefe local de la droga, John Genovese. Una vez allí descubren que Big Daddy y Hit-Girl han sido capturados y Red Mist revela que es el hijo de John Genovese y que ha preparado toda esta emboscada. Los gangsters disparan a Hit Girl gran cantidad de veces y esta termina cayendo por una ventana, golpean a Big Daddy hasta dejarlo casi sin poder hablar y torturan en una silla a Kick-Ass conectándole cables eléctricos a los testículos (escena que se veía al principio de la historia) y le obligan a decir todo lo que sabía sobre Big Daddy y Hit Girl, pero cuando este cuenta todo, ellos no recuerdan ni creen nada de lo que dice y lo vuelven a torturar, en ese momento Big Daddy revela que en realidad nunca fue policía sino que era un contador que al encontrarse harto de su vida se fugó con su bebé, entonces al preguntarle que había en el maletín él les da la contraseña a los gánsters y se descubre que estaba lleno de cómics de Marvel, admitiendo que era otra de esas personas que siempre habían querido ser héroes y que inventó toda su historia para poder hacer feliz a su hija, después de decir esto, es asesinado por un disparo en la cabeza.
Para poder escapar de la tortura, Kick-Ass decide engañar a los villanos para que intenten matarlo a golpes, cosa que no surtiría efecto a causa de las placas metálicas que tenía en la cabeza, cuando logra librarse de sus ataduras, se arma con dos de las patas de la silla, pero es acorralado y está a punto de morir, pero de repente aparece Hit Girl, la cual no murió ya que tenía chaleco antibalas, ella se encarga de matar a todos y, acto seguido, van en busca de John Genovese.
Cuando el elevador en el que van se detiene, los hombres de Genovese disparan dentro del ascensor, pero de repente, saliendo del elevador aparece la punta de un lanzallamas, algunos mafiosos alcanzan a huir mientras que otros son abrasados por Hit-Girl, entonces ambos protagonistas se separan, yendo Kick-Ass por Red Mist, el causante de la trampa e hijo del mafioso, y Hit-Girl va por el resto, mientras grita “It´s Clobbering Time!” ("¡Es la hora de las tortas!").
Mientras Kick-Ass le parte la cara a golpes a Red Mist, Hit-Girl masacra a unos criminales, y arroja sus cabezas a la cocina donde está John Genovese con el resto de su banda, cuando Hit-Girl entra la aprisionan y con un mazo de carne golpean varias veces a la chica en la cara, cuando llega Kick-Ass apuntando con una pistola Genovese dice que no tiene "huevos" para disparar, haciendo que acto seguido le dispare precisamente en los testículos, y soltando a Hit-Girl que le ensarta en la cabeza un hacha de cocina y masacrando a tiros al resto de la banda. Al terminar le dice a Kick-Ass entre lágrimas: “¿Puedes darme un abrazo? Mi padre ha muerto”.
Lizewski ayuda a Hit-Girl a volver a una vida normal y tranquila con su madre (que nunca había sido asesinada, a diferencia de lo que Big Daddy le había hecho creer) y su padrastro, pero su vida no es mejor que antes. Luego revela a Katie Deauxma que él no es gay, confesando su amor por ella, pero en lugar de devolver los sentimientos, demuestra estar indignada por ello. En represalia, Katie le presenta a Carl, su nuevo novio, antes de mandarle una imagen de sí misma realizando sexo oral a Carl. Cuando llega a casa, entra a la habitación de su padre y le descubre teniendo relaciones sexuales con Lucille, la exnovia de Eddie Lomas. A pesar de todo esto, se muestra optimista ya que ha pasado de ser un perdedor a fenómeno cultural a lo largo de la historia.
La historia principal termina con un aspirante a superhéroe (que intentó volar al comienzo de la historia) tomando el ascensor hasta el último piso de un edificio. El epílogo muestra Red Mist frente a un ordenador con un traje diferente, jurando venganza de Kick-Ass y citando la frase del Joker de la película de 1989 en un mensaje de correo electrónico: "wait 'till they get a load of me (esperen a que me recargue).”

## Película
El 4 de junio de 2010 se estrenó la película de acción real inspirada en el cómic, con los siguientes protagonistas:
- Aaron Taylor-Johnson como Dave Lizewski / Kick-Ass
- Nicolas Cage como Damon Macready / Big Daddy
- Chloe Moretz como Mindy Macready / Hit-Girl
- Mark Strong como Frank D'Amico
- Christopher Mintz-Plasse como Chris D'Amico / Red Mist
- Lyndsy Fonseca como Katie Deauxma
- Yancy Butler como Angie D'Amico

## Tercer volumen
Después de los eventos de Kick-Ass 2, Mindy MacCready (Hit-Girl) está en prisión, mientras Dave Lizewski (Kick-Ass) se gradúa de la escuela y dedica su vida a combatir el crimen organizado, sin embargo sigue sin lograr sus intentos. La organización Justice Forever se niega a ayudarle a liberar a Hit-Girl de la cárcel y el Teniente Stripes es asesinado por la madre de Chris Genovese (Red Mist/The Motherfucker), que le dispara en la cara cuando trata de matar a The Motherfucker, tratando de vengar la muerte del Coronel Stars. Mientras tanto, The Motherfucker se recupera de sus heridas aun cuando su madre se convierte en un paria debido a la masiva ola de asesinatos de su hijo. El corrupto oficial de policía Vic Gigante (ascendido a Capitán después de arrestar a Hit-Girl y a su padrastro) se ha puesto en contacto con el tío italiano de The Motherfucker, Don Genovese para salvar a su sobrino. Ellos hicieron los arreglos con un mafioso sin nombre para encabezar la masacre y la violación en grupo en todo el barrio del interés amoroso de Kick-Ass y Katie. Dave se enamora de una chica llamada Valery por lo cual deja a un lado su labor como Kick-Ass
El 16 de marzo de 2010, Mark Millar dijo que comenzaría a escribir el segundo volumen en abril; además explicó que cuando escribió el primer volumen, también ideó una trama para realizar otros dos volúmenes. El segundo trataría de criminales que deciden convertirse en supervillanos, y cómo Hit-Girl intenta llevar una vida normal.
El segundo volumen tenía el título provisional de Kick-Ass 2: Balls to the Wall (“Bolas a la pared”).